# Vaudreuil-Soulanges
Vaudreuil-Soulanges (AFI: [vodʀœjsulɑ̃ʒ]) es un municipio regional de condado situado en Montérégie, Quebec, Canadá. Según el censo de 2021, tiene una población de 162 600 habitantes.
La capital y ciudad más grande del MRC es Vaudreuil-Dorion.

## Geografía

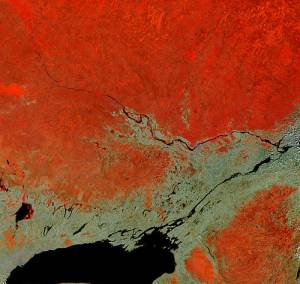
Vaudreuil-Soulanges esta en la península formada por la confluencia de los ríos Ottawa y San Lorenzo

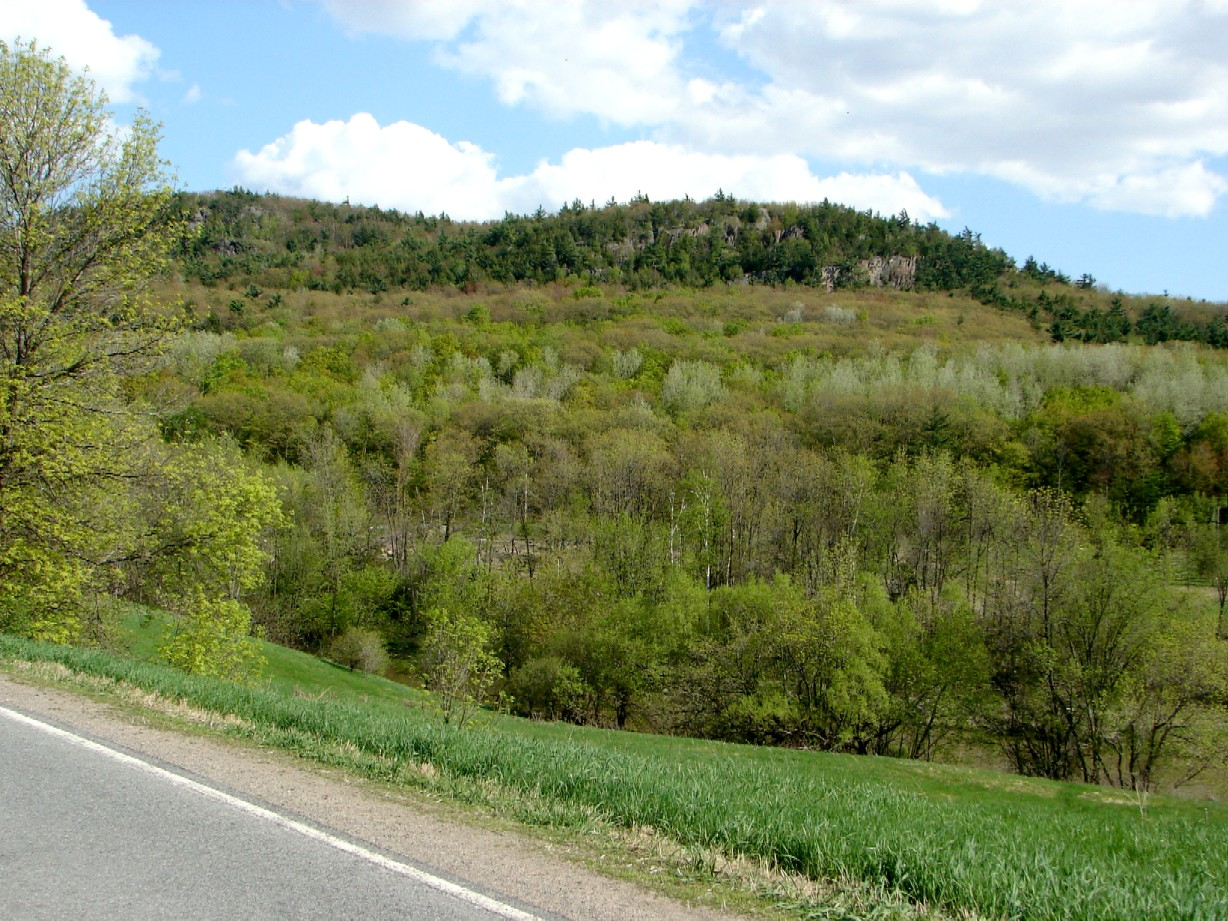
Montaña de Rigaud

El territorio del municipio regional de condado de Vaudreuil-Soulanges forma un triángulo, al norte con el río Ottawa, al sur con el río San Lorenzo y al oeste con la provincia de Ontario. Esta es la razón por la que al MRC se le llama informalmente La Presqu'île (península) en francés.
El territorio incluye la isla Perrot, que es parte del archipiélago de Hochelaga. Así, es necesario atravesar un río para desplazarse de Vaudreuil-Soulanges a otro lugar en Quebec. Los municipios regionales de condado o territorios equivalentes que son vecinos incluyen los municipios regionales de condado de Roussillon, de Beauharnois-Salaberry, de Haut-Saint-Laurent, de Argenteuil y de Deux-Montagnes, así como la aglomeración de Montreal. Los municipios regionales limítrofes en Ontario son los Condados unidos de Prescott-Russell y de Stormont-Dundas-Glengarry. El área del MRC es de 854.19 km². El MRC está en la planicie de San Lorenzo, aunque la montaña de Rigaud y la meseta de Saint-Lazare forman dos elevaciones de relieve.

## Historia
El topónimo Vaudreuil-Soulanges honra los dos primeros señores que poseían las tierras en la comarca: Philippe de Rigaud de Vaudreuil, gobernador de Nueva Francia y marqués de Vaudreuil, y Pierre-Jacques de Joybert de Soulanges et de Marson, señor de Soulanges y hermano de Louise-Élisabeth de Joybert de Soulanges et de Marson, esposa de Rigaud.

## Política
El MRC forma parte de las circunscripciones electorales de Vaudreuil y de Soulanges a nivel provincial y de Vaudreuil-Soulanges a nivel federal.

## Comunidades locales
Hay 23 municipios en el MRC.
| Código | Nombre                     | Tipo      | Fecha de constitución | Área total (km²) | Área agua (km²) | Área tierra (km²) | Población 2015 | Densidad (hab./km²) |
| ------ | -------------------------- | --------- | --------------------- | ---------------- | --------------- | ----------------- | -------------- | ------------------- |
| 71005  | Rivière-Beaudette          | Municipio | 17.01.1990            | 25,21            | 6,58            | 18,63             | 2073           | 111,3               |
| 71015  | Saint-Télesphore           | Municipio | 19.04.1877            | 60,66            | 0,58            | 60,08             | 763            | 12,7                |
| 71020  | Saint-Polycarpe            | Municipio | 31.12.1988            | 70,73            | 0,72            | 70,01             | 2224           | 31,8                |
| 71025  | Saint-Zotique              | Municipio | 27.05.1967            | 50,10            | 25,12           | 24,98             | 7708           | 308,6               |
| 71033  | Les Coteaux                | Municipio | 18.05.1994            | 14,50            | 2,91            | 11,59             | 5181           | 450,9               |
| 71040  | Coteau-du-Lac              | Ciudad    | 06.02.1982            | 57,06            | 10,30           | 46,76             | 7070           | 151,2               |
| 71045  | Saint-Clet                 | Municipio | 31.08.1974            | 39,10            | -               | 39,10             | 1688           | 43,2                |
| 71050  | Les Cèdres                 | Municipio | 09.03.1985            | 88,25            | 11,13           | 77,12             | 6664           | 86,4                |
| 71055  | Pointe-des-Cascades        | Pueblo    | 01.05.1961            | 9,98             | 7,34            | 2,64              | 1461           | 553,4               |
| 71060  | L'Île-Perrot               | Ciudad    | 01.07.1855            | 5,46             | 0,03            | 5,43              | 10 737         | 1977,3              |
| 71065  | Notre-Dame-de-l'Île-Perrot | Ciudad    | 14.04.1984            | 65,43            | 37,37           | 28,06             | 10 826         | 385,8               |
| 71070  | Pincourt                   | Ciudad    | 01.01.1950            | 7,11             | 0,01            | 7,10              | 14 774         | 2080,8              |
| 71075  | Terrasse-Vaudreuil         | Municipio | 01.01.1952            | 1,21             | 0,13            | 1,08              | 1978           | 1831,5              |
| 71083  | Vaudreuil-Dorion           | Ciudad    | 16.03.1994            | 92,57            | 19,51           | 73,06             | 36 860         | 504,5               |
| 71090  | Vaudreuil-sur-le-Lac       | Pueblo    | 29.05.1920            | 2,76             | 1,39            | 1,37              | 1317           | 961,3               |
| 71095  | L'Île-Cadieux              | Ciudad    | 21.03.1922            | 8,89             | 8,30            | 0,59              | 100            | 169,5               |
| 71100  | Hudson                     | Ciudad    | 07.06.1969            | 36,39            | 14,81           | 21,58             | 5163           | 239,2               |
| 71105  | Saint-Lazare               | Ciudad    | 29.12.1875            | 67,35            | 0,44            | 66,91             | 19 796         | 295,9               |
| 71110  | Sainte-Marthe              | Municipio | 27.12.1980            | 79,92            | 0,14            | 79,78             | 1082           | 13,6                |
| 71115  | Sainte-Justine-de-Newton   | Municipio | 01.07.1855            | 84,85            | 0,27            | 84,58             | 956            | 11,3                |
| 71125  | Très-Saint-Rédempteur      | Municipio | 30.12.1880            | 26,19            | 0,02            | 26,17             | 915            | 35,0                |
| 71133  | Rigaud                     | Municipio | 29.11.1995            | 113,71           | 14,58           | 99,13             | 7523           | 75,9                |
| 71140  | Pointe-Fortune             | Pueblo    | 28.08.1880            | 9,54             | 1,66            | 7,88              | 544            | 69,0                |
| 710    | Vaudreuil-Soulanges        | MRC       | 14.04.1982            | 1023             | 169             | 854               | 147 403        | 172,7               |

## Demografía
Según el censo de 2021, hay 162 600 personas residiendo en este MRC con una densidad de población de 190.4 hab./km². El aumento de población fue de 8.9 % entre 2016 y 2021.
Evolución de la población total, 1986-2021
Población de los municipios de Vaudreuil-Soulanges, 1986-2011
| Municipio                  | 1986   | 1991   | 1996   | 2001    | 2006    | 2011    |
| -------------------------- | ------ | ------ | ------ | ------- | ------- | ------- |
| Vaudreuil-Dorion           | 13 722 | 17 109 | 18 466 | 20 650  | 25 789  | 31 461  |
| Saint-Lazare               | 5065   | 9055   | 11 193 | 12 895  | 17 016  | 19 215  |
| Pincourt                   | 9121   | 9749   | 10 023 | 10 155  | 11 197  | 14 305  |
| Notre-Dame-de-l'Île-Perrot | 4325   | 5261   | 7059   | 8737    | 9885    | 10 620  |
| L'Île-Perrot               | 6586   | 8065   | 9178   | 9063    | 9927    | 10 503  |
| Rigaud                     | 4928   | 5770   | 6057   | 6095    | 6780    | 7346    |
| Coteau-du-Lac              | 3550   | 4193   | 4960   | 5684    | 6346    | 6842    |
| Saint-Zotique              | 2025   | 2515   | 3683   | 4158    | 5251    | 6773    |
| Les Cèdres                 | 3320   | 3836   | 4641   | 5128    | 5732    | 6079    |
| Hudson                     | 4425   | 4829   | 4796   | 4811    | 5088    | 5135    |
| Les Coteaux                | 2290   | 2613   | 2843   | 3297    | 3764    | 4568    |
| Terrasse-Vaudreuil         | 1665   | 1744   | 1977   | 2061    | 1985    | 1971    |
| Saint-Polycarpe            | 1570   | 1640   | 1676   | 1660    | 1708    | 1969    |
| Rivière-Beaudette          | 1045   | 1292   | 1381   | 1464    | 1720    | 1885    |
| Saint-Clet                 | 1125   | 1388   | 1524   | 1613    | 1725    | 1738    |
| Vaudreuil-sur-le-Lac       | 675    | 876    | 928    | 964     | 1290    | 1359    |
| Pointe-des-Cascades        | 640    | 691    | 910    | 981     | 1046    | 1340    |
| Sainte-Marthe              | 1055   | 1056   | 1090   | 1094    | 1080    | 1075    |
| Sainte-Justine-de-Newton   | 860    | 926    | 934    | 888     | 929     | 973     |
| Très-Saint-Rédempteur      | 480    | 570    | 622    | 598     | 733     | 863     |
| Saint-Télesphore           | 780    | 772    | 805    | 809     | 769     | 762     |
| Pointe-Fortune             | 400    | 413    | 451    | 429     | 507     | 542     |
| L'Île-Cadieux              | 115    | 140    | 121    | 127     | 128     | 105     |
| Vaudreuil-Soulanges        | 69 767 | 84 503 | 95 318 | 103 361 | 120 395 | 137 429 |